# Vincenzo Calcara
Vincenzo Calcara (Castelvetrano, 3 dicembre 1956) è un mafioso e collaboratore di giustizia italiano, asserito membro di Cosa nostra e successivamente divenuto collaboratore di giustizia.

## Biografia
Asserito esponente della famiglia mafiosa di Castelvetrano, collaboratore di giustizia, negli anni '80 era stato condannato a 14 anni per omicidio, ma riuscì a fuggire in Germania, dove venne arrestato per rapina. 
Ha sostenuto che nel maggio 1991 era stato incaricato di uccidere il giudice Paolo Borsellino. Venne arrestato nel novembre successivo e un mese dopo cominciò a collaborare con il giudice.
Il 6 maggio 1992 le indagini del giudice Borsellino derivate dalle dichiarazioni di Calcara condussero a 43 ordini di cattura contro i mafiosi di Castelvetrano e i loro fiancheggiatori, fra cui l'ex sindaco Antonio Vaccarino (indicato da Calcara a capo della cosca) e l’impiegato in pensione della Cassazione Giuseppe Schiavone, incaricato di "aggiustare" i processi: il procedimento penale che ne seguì, denominato "Alagna Antonino + 30", si concluderà in primo grado nel 1995 con pesanti condanne,  tra cui quella al Vaccarino, poi assolto in Appello da ogni accusa di mafia.
Nel 1992 il pentito si autoaccusò dell'omicidio del sindaco di Castelvetrano Vito Lipari, avvenuto nel 1980, e rivelò che il mandante era il consigliere comunale DC Antonio Vaccarino (poi sindaco dal 1982 al 1983), perché "bramoso di divenire primo cittadino", accusandolo anche di essere il capo della cosca di Castelvetrano, ma il 29 maggio dello stesso anno, qualche giorno dopo la strage di Capaci, ritrattò tali dichiarazioni con una lettera inviata alla Corte per poi riconfermarle successivamente. Arrestato, Vaccarino fu poi assolto per quell'accusa nel corso del processo "Alagna + 30" poiché Calcara non venne ritenuto attendibile. Vaccarino testimoniò che Calcara possa essere stato manovrato, per il tramite del tenente dei carabinieri Carmelo Canale (stretto collaboratore del giudice Borsellino, processato e assolto per concorso esterno in associazione mafiosa), dal boss Matteo Messina Denaro, che vedeva nel Vaccarino un ostacolo alle sue attività illecite.
Successivamente Calcara avrebbe reso alla magistratura nuove rivelazioni sui presunti rapporti fra esponenti delle istituzioni e mafiosi e, secondo lui, il motivo determinante che lo spinse a questa nuova fase collaborativa fu la strage di via d'Amelio, che avrebbe stimolato il suo senso di responsabilità nei confronti di Borsellino: in particolare Calcara parlò delle 5 entità, un presunto gruppo di poteri costituito da Cosa Nostra, Massoneria deviata, Vaticano deviato, Servizi segreti deviati e 'Ndrangheta. Affermò anche di essere stato coinvolto nell'attentato a papa Giovanni Paolo II nel 1982 e che Paolo Borsellino era riuscito a trovare una foto di Piazza San Pietro dove compariva Calcara stesso insieme ad Antonov, l'uomo che custodiva Ali Aǧca e un altro turco, che sarebbe stato poi ucciso e seppellito in una campagna del milanese dallo stesso Calcara per eliminare testimoni scomodi. Rese anche importanti dichiarazioni sulla strage di Alcamo Marina e sull'omicidio del giudice Giangiacomo Ciaccio Montalto.
Fino al 1998 Calcara è stato sottoposto al programma di protezione dei collaboratori di giustizia. Nel 2011 causò polemiche la sua partecipazione ad un incontro per la legalità con gli studenti di Castelvetrano organizzato dall'allora pm di Palermo Antonio Ingroia.
Nel 2020 Calcara è stato nuovamente arrestato a Genova con l'accusa di estorsione insieme ad un complice, perché avrebbe chiesto denaro al gestore di un ristorante ricattandolo con un video che ritraeva un topo all'interno del suo locale.
Le ragioni del mendacio del Calcara – scriverà al riguardo la Corte d'assise di Caltanissetta nel 1998 – non sembrano riconducibili a spirito di vendetta nei confronti delle persone chiamate in causa, bensì dall’intento di conseguire dei vantaggi economici e dei benefici giuridico-amministrativi maggiori di quelli che avrebbe ottenuto limitando la sua collaborazione al settore della propria diretta esperienza criminale, senz’altro più modesta di quella di un associato a Cosa Nostra».

## Controversie
Nel 1998, all'interno della sentenza-ordinanza a conclusione delle indagini sull'attentato a papa Giovanni Paolo II, il giudice Rosario Priore scrisse: «Calcara, ( [...] ) pur se animato dalle migliori intenzioni, non ha trovato conferme nell'istruzione compiuta. Il riscontro principale, cioè il rinvenimento del cadavere del turco, non s'è mai verificato. Il resto delle dichiarazioni (...) può benissimo provenire dalla lettura dei giornali. Il resto dalla fantasia, di cui i pentiti in genere non difettano».
Inoltre in numerosi processi, diversi collaboratori di giustizia del trapanese e del palermitano (Giuseppe Ferro, Vincenzo Sinacori, Giovanni Brusca, Antonio Patti, Francesco Milazzo) negarono di averlo conosciuto come "uomo d'onore" e ne smentirono le affermazioni: in particolare, secondo Brusca e Patti, l'incarico di uccidere Borsellino nel 1991 venne in realtà affidato a Vito Mazzara, «capo famiglia» di Valderice ed abile tiratore, ma non se ne fece più nulla perché il progetto incontrò l'opposizione dei boss mafiosi di Marsala Vincenzo D'Amico e Francesco Craparotta, che vennero poi uccisi su ordine di Totò Riina per tale diniego. Per queste ragioni, nelle motivazioni della sentenza di primo grado per l'omicidio del giudice Giangiacomo Ciaccio Montalto, i giudici ritennero Calcara inattendibile. Tale affermazione venne condivisa anche nelle motivazioni della sentenza di primo grado per l'omicidio del giornalista Mauro Rostagno, nel quale Calcara rese dichiarazioni. Inoltre nel 2014, in un'udienza del processo "Borsellino quater", il collaboratore di giustizia Vincenzo Sinacori paragonò Calcara al falso pentito Vincenzo Scarantino dichiarando: "c'era ancora un altro di Castelvetrano, Calcara, che si autoaccusava dell'omicidio Lipari quando l'omicidio Lipari l'ho fatto io con altri": infatti Sinacori si autoaccusò dell'omicidio del sindaco Vito Lipari nel corso del maxi-processo "Omega" e in quello per l'omicidio Rostagno.
Nel 2020, durante il processo a Matteo Messina Denaro, condannato a Caltanissetta all'ergastolo per le stragi del '92, il Pubblico ministero Gabriele Paci ha ricostruito il ruolo dell’ex collaboratore di giustizia Vincenzo Calcara, che avrebbe "inquinato l’acqua nei pozzi", portando le indagini su piste diverse da quella di Matteo Messina Denaro del quale non fece mai il nome: infatti Calcara, definito dal pm un pentito "eterodiretto", aveva sempre indicato in Mariano Agate, e non Francesco Messina Denaro, il capo provinciale di "cosa nostra" del trapanese. A seguito della requisitoria, l'ex pentito ha inviato alla corte d’Assise di Caltanissetta due lettere e un esposto contro il pm Paci. Sulla vicenda è intervenuto l’avvocato Fabio Trizzino, legale dei familiari del giudice Borsellino, che ha diffidato Calcara dall’utilizzare strumentalmente qualunque riferimento alla vedova e ai figli del giudice a sostegno di qualunque sua iniziativa, ribadendo inoltre la totale fiducia nei confronti della Procura di Caltanissetta e in particolare del dottor Gabriele Paci. 
A seguito delle accuse infondate rivolte contro il pm Paci e contro l'avvocato Fabio Trizzino, la Procura di Catania ha chiesto il rinvio a giudizio per calunnia, diffamazione aggravata e continuate dell’ex collaboratore di giustizia, il quale secondo il procuratore di Catania si troverebbe nelle condizioni per essere dichiarato delinquente abituale.
Nel corso del processo che vedeva imputato l'editore Gian J. Morici, accusato da Calcara di averlo diffamato avendo scritto che era un falso pentito, i collaboratori di giustizia Vincenzo Sinacori e Giuseppe Milazzo, nel ribadire che Calcara non fu mai un uomo d'onore, hanno anche spiegato che i cosiddetti "uomini d'onore riservati" all’epoca della presunta affiliazione del Calcara (1979) non esistevano nemmeno, dal momento che sono nati dopo le prime collaborazioni (metà anni '90), quando "si incominciò a stringere il cerchio… cercando di non presentare tante persone…".
Grazie alle testimonianze e alla documentazione prodotta dalla difesa, il 28/04/22, il tribunale di Agrigento ha  assolto l'editore che accusava l'ex collaboratore di giustizia di essere stato un falso pentito, poiché "il fatto non costituisce reato".
Nel corso dello stesso procedimento, ha reso testimonianza Massimo Russo, magistrato, oggi alla Procura per i minorenni di Palermo, per anni in servizio a Marsala, dove ha lavorato al fianco di Paolo Borsellino.
Russo, nel ribadire la non appartenenza di Vincenzo Calcara alla consorteria mafiosa, ha ricordato come talune dichiarazioni del pentito fossero certamente al di fuori della portata delle sue presunte conoscenze, ipotizzando l'intervento di suggeritori esterni che avrebbero indirizzato le propalazioni dell'allora collaboratore di giustizia: "Il punto è capire chi è che ha messo questa farina nel sacco, tanto più che proprio nel '91 a Castelvetrano si tengono le riunioni che metteranno in fibrillazione il nostro paese nel '92 e '93. Quindi se uno mette in sequenza questi fatti bisognerebbe forse ricominciare da lì per comprendere, a cominciare dalle notizie sull’attentato a Borsellino. In realtà forse dovrebbe pentirsi ora Calcara e spiegarci come stanno veramente le cose”.